# Neoptychocarpus chocoensis
Neoptychocarpus chocoensis är en videväxtart som beskrevs av Alwyn Howard Gentry och E. Forero. Neoptychocarpus chocoensis ingår i släktet Neoptychocarpus och familjen videväxter. Inga underarter finns listade i Catalogue of Life.